# The Ultimate Collection including Live at the Brixton Academy 2001
The Ultimate Collection including Live at the Brixton Academy è un album del gruppo celtic rock irlandese The Pogues, composto da un CD raccolta e da un CD live, registrato il 22 e il 23 dicembre 2001 a Londra.

## Tracce

### CD 1
1. Rainy Night in Soho (MacGowan) - 4:44
2. Sally MacLennane (MacGowan) - 2:42
3. The Irish Rover (Joseph Crofts) - 3:39
4. Dirty Old Town (Ewan MacColl) - 3:43
5. Fairytale of New York (MacGowan/Finer) - 4:32
6. Streams of Whiskey (MacGowan) - 2:31
7. If I Should Fall from Grace with God (MacGowan) - 2:19
8. Fiesta (MacGowan/Finer/Kotscher) - 4:10
9. Body of an American (MacGowan) - 4:48
10. Misty Morning, Albert Bridge (Finer) - 3:00
11. Repeal of the Licensing Laws (Spider Stacy) - 2:09
12. Boys from the County Hell (MacGowan) - 2:54
13. The Sunnyside of the Street (MacGowan/Finer) - 2:42
14. A pair of Brown Eyes (MacGowan) - 3:40
15. Summer in Siam (MacGowan) - 4:06
16. The Sickbed of Cuchulainn (MacGowan) - 2:59
17. London Girl (MacGowan) - 3:04
18. Tuesday Morning (Stacy) - 3:28
19. White City (MacGowan) - 2:29
20. Hell's Ditch (MacGowan/Finer) - 3:02
21. Young Ned of the Hill (Kavana/Woods) - 2:04
22. Thousands Are Sailing (Chevron) - 5:26

### CD 2
1. Streams of Whiskey (MacGowan) - 2:39
2. If I Should Fall from Grace with God (MacGowan) - 2:27
3. Boys from the County Hell (MacGowan) - 2:52
4. The Broad Majestic Shannon (MacGowan) - 2:52
5. Young Ned of the Hill (Kavana/Woods) - 3:19
6. Turkish Song of the Damned (MacGowan/Finer) - 3:13
7. Rainy Night in Soho (MacGowan) - 5:05
8. Tuesday Morning (Stacy) - 3:16
9. Rain Street (MacGowan) - 3:29
10. A Pair of Brown Eyes (MacGowan) - 3:55
11. Repeal of the Licensing Laws (Stacy) - 2:10
12. The Old Main Drag (MacGowan) - 3:31
13. Thousands Are Sailing (Chevron) - 4:58
14. Body of an American (MacGowan) - 4:28
15. Sally MacLennane (MacGowan) - 2:50
16. Lullaby of London (MacGowan) - 3:37
17. Dirty Old Town (Ewan MacColl) - 3:50
18. Bottle of Smoke (MacGowan/Finer) - 2:42
19. The Sickbed of Cuchulainn (MacGowan) - 3:33
20. Fairytale of New York (MacGowan/Finer) - 4:36
21. Fiesta (MacGowan/Finer/Kotscher) - 4:36
22. The Irish Rover (Joseph Crofts) - 3:39

## Formazione[2]
- Shane MacGowan - voce, chitarra
- Terry Woods - cetra, voce d'accompagnamento
- Philip Chevron - chitarra, voce d'accompagnamento
- Spider Stacy - tin whistle, voce d'accompagnamento
- Andrew Ranken - batteria
- Jem Finer - banjo, sassofono
- Darryl Hunt - basso
- James Fearnley - accordion
- Cait O'Riordan - basso
- Tom Chant - sassofono
- Pete Fraser - sassofono
- James Knight - sassofono
- Dan Gale-Hayes - tromba
- Ian Williamson - trombone
- Kirsty MacColl - voce in Fairytale of New York (CD 1)
- Lila MacMahon - voce in Fairytale of New York (CD 2)